# Тојотоми Хидејори
Тојотоми Хидејори (јап. 豊臣 秀頼 1593-1615) био је јапански великаш, син и наследник другог великог ујединитеља Јапана, Тојотоми Хидејошија.

## Биографија
После смрти регента Хидејошија, који је управљао Јапаном као диктатор од 1585. до 1598, власт у Јапану преузело је веће пет регената, који су имали да управљају земљом у име његовог малолетног сина Хидејорија, коме су се заклели на верност непосредно пре Хидејошијеве смрти.

### Грађански рат
Млади Хидејори, коме је било само пет година, склонио се после очеве смрти са мајком у замак у Осаки, најјачу Хидејошијеву тврђаву. Хидејори је уживао подршку већа пет комесара, на челу са Ишида Мицунаријем, које је управљало Кјотом и околином престонице, и многих Хидејошијевих пријатеља и сарадника. Међутим, Хидејошијеви противници међу великашима, на челу са Ијејасу Токугавом, чланом већа пет регената, покушавали су да се ослободе централне власти. За само две године некадашњи Хидејошијев режим се урушио и чланови оба већа су се упустили у борбу за власт, што је довело до грађанског рата који је окончан битком код Секигахаре, октобра 1600, поразом Хидејоријевих присталица и успостављањем новог режима шогуната Токугава (1600-1868).

### Шогунат Токугава
Иако је већина Хидејоријевих присталица на челу са Ишида Мицунаријем и Кониши Јукинагом погубљена, а њихова имања заплењена, млади Хидејори добио је од новог шогуна замак Осака и мањи део очевих поседа. Међутим, Хидејоријево одрастање и још увек велики углед који је Тојотоми Хидејоши уживао у Јапану изазивали су стално подозрење шогуната и довели су до новог сукоба и грађанског рата (1614-1615). Оптужен за заверу против шогуна, Хидејори је у свом замку у Осаки окупио више десетина хиљада незадовољних самураја, који су били разбаштињени од стране шогуната Токугава. Рат је завршен падом замка Осака 1615: Хидејори је извршио сепуку, а његова породица је истребљена.